# Сільвана Мангано
 Сільвана Мангано (італ. Silvana Mangano; 21 квітня 1930 — 16 грудня 1989) — італійська акторка. Тричі нагороджена премією «Давид ді Донателло» за найкращу головну жіночу роль у 1963, 1967 і 1973 роках.

## Біографія
Дочка кондуктора і емігрантки-англійки. Тривалий час займалася танцями, працювала фотомоделлю, а в кіно потрапила, відзначившись на конкурсі краси. Міжнародну популярність здобула фільмом Джузеппе Де Сантіса «Гіркий рис» (1949). У тому ж році одружилася з продюсером Діно Де Лаурентісом. Свій драматичний талант акторка яскраво розкрила в стрічках П'єра Паоло Пазоліні та Лукіно Вісконті.

## Фільмографія
- Le jugement dernier (1945)
- 1946 — Любовний напій / L'elisir d'amore
- Il delitto di Giovanni Episcopo (1947)
- Gli uomini sono nemici (1948)
- 1949 — Гіркий рис — Сільвана
- 1949 — Вовк з гори Сіла / Il lupo della Sila
- Gli spadaccini della serenissima (1949)
- Il brigante Musolino (1950)
- Anna (1951)
- Il più comico spettacolo del mondo (1953)
- Mambo (1954)
- 1954 — Одіссея / (Ulisse) — Пенелопа / чарівниця Цирцея
- 1954 — Золото Неаполя — Тереза
- 1956 — Люди та вовки / Uomini e lupi
- 1958 — Цей сердитий вік / This Angry Age
- La tempesta (1958)
- 1959 — Велика війна / La grande guerra
- Jovanka e le altre (5 Branded Women) (1960)
- 1960 — Злочин / (Crimen) — Маріна Колуччі Капретті
- 1961 — Страшний суд — сеньйора Матіоні
- 1961 — Варавва — Рейчел
- 1961 — Веронський процес — Едда Чіано
- 1964 : Моя пані / (La mia signora) — Еритрея
- 1964 — Літаюча тарілка — Вітторія
- 1966 — Я, я, я й інші (Io, io, io… e gli altri)
- 1966 — Вибачте, ви за чи проти? / (Scusi, lei è favorevole o contrario?) — Емануела
- 1967 — Відьми
- 1967 — Цар Едіп / (Edipo re) — Епікаста
- 1968 — Каприз по-італійськи
- 1968 — Теорема — Лючія, мати
- Scipione detto anche l'africano (1971)
- 1971 — Смерть у Венеції — мати Тадзіо
- 1971 — Декамерон — Мадонна
- D'amore si muore (1972)
- 1972 — Скопоне, наукова картярська гра — Антонія
- 1972 — Людвіг — Козіма фон Бюлов
- 1974 — Сімейний портрет в інтер'єрі — маркіза Б'янка Брумонті
- 1984 — Дюна — преподобна мати Рамалло
- 1987 — Очі чорні — Еліза, дружина Романо